# Liste der Kulturdenkmäler in Bickenbach (Bergstraße)
Die folgende Liste enthält die in der Denkmaltopographie ausgewiesenen Kulturdenkmäler auf dem Gebiet  der Gemeinde Bickenbach, Landkreis Darmstadt-Dieburg, Hessen.
Hinweis: Die Reihenfolge der Denkmäler in dieser Liste orientiert sich zunächst an Ortsteilen und anschließend der Anschrift, alternativ ist sie auch nach der Bezeichnung, der vom Landesamt für Denkmalpflege vergebenen Nummer oder der Bauzeit sortierbar.
Kulturdenkmäler werden fortlaufend im Denkmalverzeichnis des Landes Hessen durch das Landesamt für Denkmalpflege Hessen auf Basis des Hessischen Denkmalschutzgesetzes (HDSchG) geführt. Die Schutzwürdigkeit eines Kulturdenkmals hängt nicht von der Eintragung in das Denkmalverzeichnis des Landes Hessen oder der Veröffentlichung in der Denkmaltopographie ab.

Das Vorhandensein oder Fehlen eines Objekts in dieser Liste ist keine rechtsverbindliche Auskunft darüber, ob es Kulturdenkmal ist oder nicht: Diese Liste entspricht möglicherweise nicht dem aktuellen Stand der offiziellen Denkmaltopographie. Diese ist für Hessen in den entsprechenden Bänden der Denkmaltopographie Bundesrepublik Deutschland und im Internet unter DenkXweb – Kulturdenkmäler in Hessen einsehbar. Auch diese Quellen sind, obwohl sie durch das Landesamt für Denkmalpflege Hessen aktualisiert werden, nicht immer aktuell, da es im Denkmalbestand immer wieder Änderungen gibt.
Eine verbindliche Auskunft erteilt allein das Landesamt für Denkmalpflege Hessen.
Nutze diese Kartenansicht, um Koordinaten in der Liste zu setzen. In dieser Kartenansicht sind Kulturdenkmale ohne Koordinaten mit einem roten bzw. orangen Marker dargestellt und können in der Karte gesetzt werden. Kulturdenkmale ohne Bild sind mit einem blauen bzw. roten Marker gekennzeichnet, Kulturdenkmale mit Bild mit einem grünen bzw. orangen Marker.

## Kulturdenkmäler nach Ortsteilen

### Bickenbach
| Bild                                                                   | Bezeichnung                         | Lage                                                             | Beschreibung | Bauzeit                   | Objekt-Nr. |
| ---------------------------------------------------------------------- | ----------------------------------- | ---------------------------------------------------------------- | --- | ------------------------- | ---------- |
| Bild gesucht BW                                                        | Gesamtanlage                        | Gesamtanlage Bachgasse/Steingasse Lage                           | |                           | 404675 DDB |
| Bild gesucht BW                                                        | Gesamtanlage                        | Gesamtanlage Historischer Ortskern Lage                          | |                           | 777683 DDB |
| weitere Bilder                                                         | Bahnhof mit Wärterhaus und Schuppen | Am Bahnhof, Bahnhaus 37 LageFlur: 18, Flurstück: 8/1, 9/13, 9/14 | |                           | 87132 DDB  |
| Bachgasse 6                                                            |                                     | Bachgasse 6 LageFlur: 5, Flurstück: 88                           | Fachwerkwohnhaus |                           | 87133 DDB  |
| weitere Bilder                                                         |                                     | Bachgasse 14 LageFlur: 5, Flurstück: 83/1                        | Hofreite mit Wohnhaus von 1711, Scheune von 1805, weitere Stallgebäude | 1711–ca. 1820             | 14885 DDB  |
| Judenbrunnen                                                           | Judenbrunnen                        | Bachgasse (bei Nr. 22) LageFlur: 5, Flurstück: 272/2             | Das Foto zeigt eine Nachbildung. Das Original steht im Bickenbacher Bürgerhaus | 1769                      | 14886 DDB  |
| weitere Bilder                                                         | Ehem. Gasthaus Zur alten Krone      | Bachgasse 30 LageFlur: 5, Flurstück: 70/1                        | Fachwerkwohnhaus mit Krüppelwalmdach | 1598                      | 14888 DDB  |
| weitere Bilder                                                         | Ehem. Jagdschloss – Herrenhaus      | Darmstädter Straße 1 LageFlur: 1, Flurstück: 35/1                | Teil der größten Jagdschloss Anlage in der Landgrafschaft Hessen-Darmstadt | 1720/21                   | 14889 DDB  |
| weitere Bilder                                                         | Ehem. Jagdschloss – Großer Bau      | Darmstädter Straße 7 LageFlur: 1, Flurstück: 38                  | Teil der größten Jagdschloss Anlage in der Landgrafschaft Hessen-Darmstadt, seit 1996 Rathaus der Gemeinde | 1720/21                   | 14889 DDB  |
| weitere Bilder                                                         |                                     | Darmstädter Straße 23 LageFlur: 1, Flurstück: 49                 | Fachwerkhaus mit Nebengebäude und Fachwerkscheune | 1818                      | 14890 DDB  |
| weitere Bilder                                                         | Ehem. Rathaus und Schule            | Darmstädter Straße 28 LageFlur: 1, Flurstück: 56/6               | Von 1972 bis 1996 Sitz der Gemeindeverwaltung | 1885                      | 87136 DDB  |
| Darmstädter Straße 32                                                  | Alte Schmiede                       | Darmstädter Straße 32 LageFlur: 1, Flurstück: 101                | In dem kleineren Gebäude links von der Einfahrt befand sich früher eine Schmiede | 1846                      | 14891 DDB  |
| weitere Bilder                                                         | Kolb'sches Haus                     | Darmstädter Straße 35 LageFlur: 1, Flurstück: 1/1                | Haus mit Fachwerkgiebel, ältestes Haus in Bickenbach. Mit wertvoller Lehmstuckdecke. Beherbergt das Heimatmuseum Bickenbach und das Restaurant Ratsschänke.                                                                      | 1584                      | 14892 DDB  |
| Darmstädter Straße 37                                                  | Gasthaus Zum Hirsch                 | Darmstädter Straße 37 LageFlur: 1, Flurstück: 121                | Fachwerkwohnhaus |                           | 404673 DDB |
| weitere Bilder                                                         |                                     | Darmstädter Straße 38 LageFlur: 1, Flurstück: 103                | Eckhaus in der Form eines L mit massivem Erdgeschoss und Fachwerk-Obergeschoss. Das Wappen der Grafen zu Erbach im Scheitel des Rundbogens weist darauf hin, dass das Gebäude ursprünglich als Amtshaus des Rentamtmanns diente. | 1633–1634                 | 14894 DDB  |
| Darmstädter Straße 41                                                  |                                     | Darmstädter Straße 41 LageFlur: 1, Flurstück: 119/3              | Bauernhaus aus Bruchsteinmauerwerk mit Sandsteingewänden aus der zweiten Hälfte des 18. Jahrhunderts. |                           | 14895 DDB  |
| weitere Bilder                                                         | Ev. Kirche mit Friedhof             | Darmstädter Straße 43 LageFlur: 1, Flurstück: 118                | 1434 dem heiligen Stephan gewidmet; spätgotischer Turm von 1480; 1622 durch Brand zerstört; 1625 im Rohbau wieder errichtet; 1808/1809 endgültige Fertigstellung                                                                 |                           | 14896 DDB  |
| Darmstädter Straße 44                                                  |                                     | Darmstädter Straße 44 LageFlur: 1, Flurstück: 110                | Fachwerkhaus |                           | 14897 DDB  |
| Gedenkstein                                                            | Gedenkstein                         | Im Grund LageFlur: 19, Flurstück: 11                             | Sogenannter Kaiserstein; früher mit Gedenktafel mit folgender Inschrift: „Am 16. Julius des Jahres 1745 schossen seine Königliche Hoheit, der Großherzog von Toskana, Franziskus Stephanus, allein einen Hirsch Knall auf Fall“  | 1745                      | 14904 DDB  |
| weitere Bilder                                                         | Pfarrhaus                           | Jugenheimer Straße 2 LageFlur: 1, Flurstück: 116                 | Evangelisches Gemeindehaus | 1741/42                   | 404676 DDB |
| Jugenheimer Straße 16                                                  | Villa                               | Jugenheimer Straße 16 LageFlur: 5, Flurstück: 121/4              | |                           | 87137 DDB  |
|                                                                        |                                     | Lundgreenstraße 1 LageFlur: 1, Flurstück: 113                    | Trauerhalle |                           | 14896 DDB  |
| Denkmalgeschütztes Gebäude in Bickenbach (Hessen), Lundgreenstraße 26  |                                     | Lundgreenstraße 26 LageFlur: 6, Flurstück: 11/34                 | Zweigeschossige voluminöse Villa im Landhausstil |                           | 14899 DDB  |
| weitere Bilder                                                         |                                     | Schulzengasse 4 LageFlur: 1, Flurstück: 105                      | Fachwerk mit schmuckvoller Giebelfassade. Früher vermutlich eine Hofreite mit den Gebäuden der Schulzengasse 2 | 1. Hälfte 18. Jahrhundert | 14900 DDB  |
| Denkmalgeschütztes Gebäude in Bickenbach (Bergstraße), Schulzengasse 5 | Balß´sche Mühle                     | Schulzengasse 5 LageFlur: 5, Flurstück: 101/9                    | |                           | 404087 DDB |
| weitere Bilder                                                         |                                     | Schulzengasse 6 LageFlur: 5, Flurstück: 100/13                   | Wohnhaus mit Toreinfahrt |                           | 14901 DDB  |
| weitere Bilder                                                         | Ehem. Schule                        | Steingasse 2 LageFlur: 1, Flurstück: 61                          | |                           | 14902 DDB  |
| weitere Bilder                                                         |                                     | Steingasse 8 LageFlur: 1, Flurstück: 88/1                        | Fachwerkwohnhaus; früher mit den Gebäuden der Steingasse 6 Teil einer Hofreite | 17. Jahrhundert           | 14903 DDB  |
| Denkmalgeschütztes Gebäude in Bickenbach (Bergstraße), Waldkolonie 21  |                                     | Waldkolonie 21 LageFlur: 6, Flurstück: 215/34                    | Massivbau; Flachdachhaus mit großen Glasfronten |                           | 404089 DDB |
| Denkmalgeschütztes Gebäude in Bickenbach (Bergstraße), Waldkolonie 23  |                                     | Waldkolonie 23 LageFlur: 6, Flurstück: 215/8                     | Massivbau; Flachdachhaus |                           | 404090 DDB |
| Denkmalgeschütztes Gebäude in Bickenbach (Bergstraße), Waldkolonie 25  |                                     | Waldkolonie 25 LageFlur: 6, Flurstück: 215/9                     | Massivbau; Flachdachhaus |                           | 404093 DDB |
| Denkmalgeschütztes Gebäude in Bickenbach (Bergstraße), Waldstraße 34   |                                     | Waldstraße 34 LageFlur: 5, Flurstück: 13/1                       | Massivbau; Flachdachhaus |                           | 87139 DDB  |
| Denkmalgeschütztes Gebäude in Bickenbach (Bergstraße), Waldstraße 36   |                                     | Waldstraße 36 LageFlur: 5, Flurstück: 13/2                       | Massivbau |                           | 87140 DDB  |

## Abgegangene Kulturdenkmäler
| Bild            | Bezeichnung | Lage                                      | Beschreibung                                                      | Bauzeit | Objekt-Nr. |
| --------------- | ----------- | ----------------------------------------- | ----------------------------------------------------------------- | ------- | ---------- |
| Bild gesucht BW |             | Bachgasse 23 LageFlur: 1, Flurstück: 82/1 | Fachwerkwohnhaus; früher eines der ältesten Gebäude in Bickenbach |         |            |